# Mesostoa compressa
Mesostoa compressa är en stekelart som beskrevs av Van Achterberg 1975. Mesostoa compressa ingår i släktet Mesostoa och familjen bracksteklar. Inga underarter finns listade i Catalogue of Life.